# 마치다역
마치다역(일본어: 町田駅, まちだえき)은 도쿄도 마치다시에 있는 철도역이다.

## 타는 곳

### 동일본 여객철도
| 1(본선) 2(대피선) | 요코하마선 | 신요코하마·요코하마·오후나 방면 |
| 3(대피선) 4(본선) | 요코하마선 | 하시모토·하치오지 방면          |

### 오다큐 전철
| 1(대피선) 2(본선) | 오다와라선 | 오다와라·하코네유모토·후지사와·가타세에노시마 방면     |
| 3(본선) 4(대피선) | 오다와라선 | 신주쿠·아야세( 지요다선· 조반 완행선에 직결 운행) 방면 |

## 역세권 정보
역 남부는 가나가와현 사가미하라시이다.
- 사카이천

## 인접역
| 동일본 여객철도 요코하마선         | 동일본 여객철도 요코하마선 | 동일본 여객철도 요코하마선        |
| ---------------------------------- | -------------------------- | --------------------------------- |
| JH 21 나가쓰타 히가시카나가와 방면 | 쾌속                       | 사가미하라 JH 27 하치오지 방면    |
| JH22 나루세 히가시카나가와 방면    | 각역정차                   | 고부치 JH 24 하치오지 방면        |
| 오다큐 오다와라선                  |                            |                                   |
| OH 23 신유리가오카 신주쿠 방면     | ■ 쾌속급행 ■ 급행          | 사가미오노 OH 28 오다와라 방면    |
| OH 26 다마가와학원앞 아야세 방면   | □ 통근준급                 | 사가미오노 OH 28 (하행 열차 없음) |
| OH 26 다마가와학원앞 아야세 방면   | ■ 준급                     | 사가미오노 OH 28 오다와라 방면    |
| OH 26 다마가와학원앞 신주쿠 방면   | ■각역정차                  | 사가미오노 OH 28 오다와라 방면    |